# Копаняне
Копаняне (на сръбски: Копањане или Kopanjane) е село в Югоизточна Сърбия, Пчински окръг, Град Враня, община Враня.

## География
Селото е разположено в планински район, от двете страни на Копанянската река. По своя план е пръснат тип селище, съставено от махали. Отстои на 18 км южно от общинския и окръжен център Враня, на 2 км северозападно от село Лепчинце, на 4,4 км южно от село Горна Отуля и на североизток от село Русце.

## История
Първоначално Копаняне е купно село и се намира при днешната Поречанска махала, но по-късно част от жителите му се установяват трайно в имотите си извън селото и постепенно се оформят отделни махали.
Към 1903 г. селото е съставено от махалите Урошевска, Сурдулска, Поречанска и Николинска и има 30 къщи.
По време на Първата световна война селото е във военновременните граници на Царство България, като административно е част от Вранска околия на Врански окръг.

## Население
Според преброяването на населението от 2011 г. селото има 41 жители.

### Етнически състав
Данните за етническия състав на населението са от преброяването през 2002 г.
- сърби – 69 жители (98,57%)
- неизяснени – 1 жител (1,47%)